# Košariská
Košariská je naseljeno mjesto u okrugu Myjava u  Trenčínskom kraju u Slovačkoj.

## Stanovništvo
| Godina:     | 1993. | 2003.   | 2013.   | 2023.   |
| ----------- | ----- | ------- | ------- | ------- |
| Broj ljudi: | 438   | 401     | 433     | 417     |
| Razlika:    |       | -8,44 % | +7,98 % | -3,69 % |

| Godina:     | 2022. | 2023.   |
| ----------- | ----- | ------- |
| Broj ljudi: | 419   | 417     |
| Razlika:    |       | -0,47 % |

Prema podacima o broju stanovnika iz 2023. godine naselje je imalo 417 stanovnika.

## Vanjske poveznice
|  | Zajednički poslužitelj ima još gradiva o temi Košariská |

- Službena stranica naselja (sl.)